# 이종환 (1922년)
이종환(李鐘煥, 1922년 음력 10월 7일 ~ 2001년 4월 30일)은 대한민국의 비전향 장기수이다. 문화어로는 리종환이라고 부른다.

## 생애
경기도 부천군 부내면(현재 인천광역시)의 농촌 마을에서 태어났다. 부모는 계양산 부근에서 소작농으로 일했으며 워낙 가난해서 끼니를 잇기 힘들었고 누이들은 공장으로 일하러 갔다가 줄줄이 죽었다. 이종환은 생활고로 부평공립보통학교를 중퇴하고 마을에서 허드렛일로 품삯을 받으며 지냈다.
10대 후반에 인근 지역에 일본 제국의 조병창이 설립되면서 배관 기술을 익혔다. 조병창은 군수 공장이었기에 징병과 징용을 피할 수 있었고 1943년에는 잠시 오사카시에 건너가 일하기도 했다. 부평의 조병창에서 근무하던 중 일제가 태평양 전쟁에서 패망했다.
미군정 하에서 한국인이 설립한 공장에 취업하면서 일제강점기부터 사회주의 운동을 해왔던 회사 사장의 영향으로 좌파 사상을 접하였다. 1946년에는 김일성이 청년 조직으로 결성한 북조선민주청년동맹에 가입하여 본격적으로 조직 활동을 시작했고, 남조선로동당이 불법화된 뒤에도 지속했다.
1950년 서울 뚝섬 부근에서 배관공으로 일하다가 한국 전쟁을 맞았다. 초기에는 부평 인민위원회에서 근무하다가 곧 군인으로 참전했다. 전쟁이 소강 상태로 접어들면서 1951년 조선로동당의 소환으로 황해북도 봉산군에 있는 서울정치학원에 입소했다. 이 곳에서 공작원 교육을 받고 중부 전선에 투입되었다.
1951년 10월에 경기도 연천군 부근에서 체포되었다. 전쟁 중의 군인 신분이었지만 민간인 복장으로 활동한 탓에 포로 대우는 받지 못했다. 이듬해 국방경비법 제32조 이적죄 위반으로 징역 15년형을 선고받았다가 국방경비법 제33조 간첩죄 위반으로 재차 기소되어 사형 선고를 받았다. 이종환은 이때 작성된 조서가 모두 조작되었다고 주장한다. 사형 선고는 무기징역형으로 감형되어 긴 수감 생활이 시작되었다. 수감 중 전향을 권유 받았으나 전향하지 않았다.
1993년에 집행 정지로 출소할 때까지 약 42년 5개월 동안 복역했다. 한동안 김선명과 함께 '세계 최장기수'로 알려졌다가 이종환이 2년가량 먼저 출소하여 수감 기간 기네스 세계 기록은 김선명이 갖고 있다. 2000년 6·15 남북 공동선언에 의해 조선민주주의인민공화국으로 송환되었다. 송환된 지 8개월 만에 함께 송환된 비전향 장기수 가운데 가장 먼저 죽었다.

## 예술 작품
다큐멘터리 영화 《송환》 감독 김동원은 영화에 이종환의 이야기를 다 담지 못한 것을 안타깝게 생각 하여 그의 사연을 DVD 서플먼트에 추가했다. 이 다큐멘터리에서 이종환은 전쟁 중 헤어진 아내와 두 딸을 찾고자 하지만 소식을 전혀 알 수 없어 애를 태운다. 김정일의 특별 지시로 신문에 가족을 찾는 광고가 실리기도 했다.
조선민주주의인민공화국의 조선중앙방송은 이종환이 사망한 뒤 〈의리를 지켜 빛나는 삶 - 비전향장기수 리종환 동지에 대한 이야기〉라는 텔레비전 프로그램을 제작하여 방영하고 그의 생을 재조명했다. 방송에 따르면 이종환은 영화 《조선의 별》에 나오는 혁명가요 〈동지애의 노래〉를 특히 좋아하여 자신이 죽으면 이 노래를 불러달라고 요청했고 발인할 때 동료 장기수들이 이 노래를 불러주었다.

## 같이 보기
- 송환

## 참고 자료
- 김선명 외 6인 (2000년 8월 1일). 〈이종환 - 43년만의 출옥〉. 《0.75평 지상에서 가장 작은 내방 하나》. 서울: 창. ISBN 8974530740.